# Michael Scholten
Michael Scholten (* 13. Dezember 1971 in Bocholt) ist ein deutscher Journalist und Schriftsteller.
Michael Scholten stammt aus einer Müllerfamilie und wuchs in Rees auf. Ab 1992 studierte er an der Westfälischen Wilhelms-Universität Münster, wo er sein Studium 1997 mit einer Arbeit über „Aldous-Huxleys Jahre in Hollywood“ als Magister Artium abschloss. Dazu studierte er an der University of California in Los Angeles. Parallel arbeitete er bereits als freier Journalist, u. a. für die Rheinische Post. Von 1999 bis 2007 arbeitete er als Reporter für TV Spielfilm, dazu arbeitete er zehn Jahre als Autor für den Internetauftritt von Wetten, dass..?. Von 2003 bis 2010 gehörte er der Jury für den Deutschen Comedypreis an, 2007 gehörte er der Jury des Deutschen Fernsehpreises an und war Juror für den Kinderfernsehpreis Emil. Von 2007 bis 2008 unternahm er eine Weltreise durch vierzig Länder. Sein erstes Buch veröffentlichte er 2009 im Selbstverlag über seine Weltreise, seit 2012 folgten mehrere Titel über Filme, Fernsehen und Drehorte. Dabei lebte er fünf Jahre lang in Kambodscha. Er arbeitete als freier Journalist und Autor, u. a. für Spiegel Online, Bild am Sonntag und den WDR und schreibt Pressehefte für deutsche Filmverleiher. Seit 2014 gehört er in seiner Heimatstadt Rees der Jury für den Tom-Sawyer-Preis an und ist Vorstandsmitglied im Reeser Geschichtsverein „Ressa“ (www.ressa.de). Seit November 2024 ist Michael Scholten hauptberuflicher Projektkoordinator für die 800-Jahr-Feier der Stadt Rees und für die Vorbereitung und Durchführung des Jubiläumsjahres 2028 verantwortlich.

## Veröffentlichungen
- Weltreise – Ein Tagebuch. Das komplette Abenteuer mit Aufzeichnungen aus 413 Tagen, 2009.
- mit Wolf Jahnke: Die 199 besten Action-Filme & -Serien. Schüren, Marburg 2012, ISBN 978-3-89472-811-3.
- Eigentlich gucke ich gar kein Fernsehen ... Überraschendes und alles andere als unnützes Wissen aus der Welt des Fernsehens. Schüren, Marburg 2013, ISBN 978-3-89472-862-5.
- mit Wolf Jahnke: Orte des Kinos – Thailand, Kambodscha, Vietnam. Schüren, Marburg 2014, ISBN 978-3-89472-884-7.
- mit Wolf Jahnke: Es war einmal ... mein erstes Mal STAR WARS. Prominente und Fans erinnern sich. Schüren, Marburg 2015, ISBN 978-3-89472-713-0.
- mit Wolf Jahnke: Orte des Kinos – Los Angeles. Eine Stadt als Filmkulisse. Schüren, Marburg 2015, ISBN 978-3-89472-710-9.
- mit Dirk Brüderle: Orte des Kinos – Kroatien. Auf den Spuren von Winnetou und Game of thrones. Schüren, Marburg 2016, ISBN 978-3-89472-986-8.
- Quentin Tarantino Unchained. Die blutige Wahrheit. riva, München 2016, ISBN 978-3-86883-698-1.
- mit Michael Herbig: Bullyparade – das Buch. Lappan, Oldenburg 2017, ISBN 978-3-8303-3467-5.
- Der junge Häuptling Winnetou. Das Fanbuch zum Kinofilm. Bamberg 2021, ISBN 978-3-7802-0901-6.

## Belege
1. ↑  getidan – Autoren über Kunst und Leben: Michael Scholten. Abgerufen am 4. Dezember 2019.
2. ↑  Uwe Mantel: Schöneberger in Fernsehpreis-Jury berufen. In: DWDL.de. 1. September 2006, abgerufen am 21. Mai 2023.

| Personendaten    | Personendaten                  |
| ---------------- | ------------------------------ |
| NAME             | Scholten, Michael              |
| KURZBESCHREIBUNG | deutscher Autor und Journalist |
| GEBURTSDATUM     | 13. Dezember 1971              |
| GEBURTSORT       | Bocholt                        |